# Douglas Luiz
Douglas Luiz Soares de Paulo, mer känd som Douglas Luiz, född 9 maj 1998, är en brasiliansk fotbollsspelare som spelar för Juventus.

## Klubbkarriär
Den 15 juli 2017 värvades Luiz av Manchester City, där han skrev på ett femårskontrakt. Den 1 augusti 2017 lånades Luiz ut till spanska Girona på ett låneavtal över säsongen 2017/2018. Låneavtalet förlängdes senare även över säsongen 2018/2019.
Den 25 juli 2019 värvades Luiz av Aston Villa. Den 10 augusti 2019 gjorde Luiz sin Premier League-debut i en 3–1-förlust mot Tottenham Hotspur, där han blev inbytt i den 82:a minuten mot Conor Hourihane.
Den 30 juni 2024 värvades Luiz av Juventus, där han skrev på ett femårskontrakt.

## Landslagskarriär
Douglas Luiz debuterade för Brasiliens landslag den 19 november 2019 i en 3–0-vinst över Sydkorea, där han blev inbytt i den 80:e minuten mot Arthur.